# Abd ül-Aziz
För emiren vid detta namn, se Abd ül-Aziz (emir) och vahhabiterna.
Abd ül-Aziz, född 18 februari (9 februari enl. g.s.) 1830, död 4 juni 1876 i Çırağanpalatset, Istanbul, var sultan över det Osmanska riket 1861–1876.
Han efterträdde sin bror Abd ül-Mecid år 1861 och visade snart allvarliga föresatser att slå in på en liberal reformpolitik. Han stadfäste sin brors liberala konstitution (chatt-i-sjerif) nedsatte civillistan från 70 till 12 miljoner piaster och förklarade sig vilja inskränka haremets makt. Dessa och andra reformer stötte på hårt motstånd hos hans folks fördomar och fick inte någon verklig betydelse. Abd ül-Aziz hade två inflytelserika liberala rådgivare i Ali Pascha och Fuad Pascha. 
Abd ül-Aziz hade alltifrån sitt regeringstillträde att kämpa med stora ekonomiska svårigheter. Hans företrädare hade efterlämnat skulder på 15 miljoner pund sterling, och år 1861 var bristen i statskassan redan uppe i 450 miljoner piaster, motsvarande 103 miljoner francs. Följande år lyckades osmanerna få ett lån på 6 miljoner pund från England, men i gengäld måste de finna sig i att ha en engelsk kommissarie i landet som övervakade användningen av detta kapital. Efter honom kom snart finansiella representanter för de andra stormakterna. På deras förslag inrättades ett räkenskapskontor och en riksbank, vilka av brist på lämplig personal likväl inte bidrog mycket till att förbättra finanserna.
Stor förundran väckte Abd ül-Aziz genom sin i strid mot landets sed 1867 företagna resa till världsutställningen i Paris samt till England, Tyskland och Österrike. Denna resa stärkte väl hans reformnit, men den slutliga utgången motsvarade inte hans ministrars eller västerlandets förväntningar. Så fick den stora administrativa reform Abd ül-Aziz efter hemkomsten 1868 vidtog genom att förändra statsrådet till ett slags rådgivande församling av 34 muslimer och 16 kristna inga viktigare följder. Inre och yttre förvecklingar av allvarlig art upptog hans tid. Upproret på Kreta (1867-1869), som Grekland understödde, ledde visserligen till ett för osmanerna fördelaktigt slut.
Sultan Abd ül-Aziz var en av de konungar och härskare som mottog brev av Bahá'í-lärans grundare Bahá'u'lláh, som på 1860-talet hade deporterats till Turkiet genom en överenskommelse mellan Persien och det Osmanska riket. I brevet uppmanas sultanen att visa sin tacksamhet mot Gud genom att behandla sina undersåtar med kärlek. Bahá'u'lláh varnar dessutom Abd ül-Aziz för omge sig med ministrar som är ute efter att skada både sultanen och befolkningen. 
Sedan 1871 såväl Ali Pascha som Fuad Pascha avlidit, hamnade Abd ül-Aziz alltmer under ryskt inflytande. Den nye storvesiren, Mahmud Nedim Pascha, rättade sig efter lynnet hos sultanen, vilken övergav sina forna reformplaner och i stället sysselsatte sig med att ändra tronföljden till förmån för sin son i strid mot den muslimska tronföljdsordningen. 
Egyptens självständighetssträvanden kröntes med framgång 1873, då kediven begagnade sig av sultanens penningeförlägenhet och vann i det närmaste suverän härskarmakt. En växande förvirring i rikets sociala och finansiella förhållanden, statsbankrutten 1875 och de samma år genom ryska agitationer framkallade resningarna i Bosnien, Hercegovina och Bulgarien gav omsider bland folket anledning till ett missnöje, som ledde till "softa-upproret" i Konstantinopel den 11 maj 1876, då Abd ül-Aziz måste låta Mahmud falla. Natten 29-30 maj tvangs Abd ul-Aziz av de nye maktinnehavarna, med Midhat Pascha i spetsen, att abdikera och blev på deras befallning mördad 4 juni.

## Utmärkelser
- Strumpebandsorden,  14 augusti 1867
- Vendiska kronans husorden,  18 juli 1871
- Storkors av Torn- och svärdsorden
- Riddare av Gyllene skinnets orden
- Andreasorden
- Annunziataorden

[Redigera Wikidata]